# 1600 Penn
1600 Penn is een Amerikaanse sitcom uit 2012, bedacht door Josh Gad, Jon Lovett en Jason Winer. De serie telt maar één seizoen en werd in de Verenigde Staten uitgezonden op NBC, in België op VTM.

## Verhaal
De serie gaat over de Amerikaanse president, de first lady en hun gezin in het Witte Huis.

## Rolverdeling
Hoofdrollen
| Acteur            | Personage                      | Beschrijving                        |
| ----------------- | ------------------------------ | ----------------------------------- |
| Josh Gad          | Standrich "Skip" Gilchrist Jr. | De oudste zoon van de president     |
| Jenna Elfman      | Emily Nash-Gilchrist           | De tweede vrouw van de president    |
| Martha MacIsaac   | Becca Gilchrist                | De oudste dochter van de president  |
| Andre Holland     | Marshall Malloy                | De perschef van het Witte Huis      |
| Amara Miller      | Marigold Gilchrist             | De jongste dochter van de president |
| Benjamin Stockham | Xander Gilchrist               | De jongste zoon van de president    |
| Bill Pullman      | Standrich Dale Gilchrist       | De huidige president                |

Terugkerende rollen
- Robbie Amell - D.B. (7 afleveringen)
- Susan Park - Stacey Kim (5 afleveringen)

## Afleveringen
| Nr. | Titel                                | Regie              | Scenario                               | Originele uitzenddatum |  |
| --- | ------------------------------------ | ------------------ | -------------------------------------- | ---------------------- |  |
| 1   | Putting Out Fires                    | Jason Winer        | Josh Gad, Jon Lovett & Jason Winer     | 17 december 2012       |  |
| 2   | The Skiplantic Ocean                 | Jason Winer        | Mike Royce                             | 10 januari 2013        |  |
| 3   | So You Don't Want to Dance           | Jason Winer        | Joe Port & Joe Wiseman                 | 17 januari 2013        |  |
| 4   | Meet the Parent                      | Jason Winer        | Peter A. Knight                        | 24 januari 2013        |  |
| 5   | Frosting Nixon                       | Jennifer Getzinger | Sanjay Shah                            | 7 februari 2013        |  |
| 6   | Skip the Tour                        | Jason Winer        | Laura Gutin Peterson                   | 21 februari 2013       |  |
| 7   | To the Ranch                         | Ken Whittingham    | Bridget Bedard                         | 28 februari 2013       |  |
| 8   | Live From the Lincoln Bedroom        | Jason Winer        | Ryan Raddatz                           | 7 maart 2013           |  |
| 9   | Game Theory                          | Jason Winer        | Dan Hernandez & Benji Samit            | 14 maart 2013          |  |
| 10  | The Short Happy Life of Reba Cadbury | David Grossman     | Joe Port & Joe Wiseman                 | 21 maart 2013          |  |
| 11  | Dinner, Bath, Puzzle                 | Gail Mancuso       | Jon Lovett & Sanjay Shah               | 21 maart 2013          |  |
| 12  | Bursting the Bubble                  | Jason Winer        | Peter A. Knight & Laura Gutin-Peterson | 28 maart 2013          |  |
| 13  | Marry Me, Baby                       | Jason Winer        | Jon Lovett & Mike Royce                | 28 maart 2013          |  |